# Pinio
Pinio (tiếng Hy Lạp: ?) là một khu tự quản ở vùng Tây Hy Lạp, Hy Lạp. Khu tự quản Pinio có diện tích 162 km², dân số theo điều tra ngày 18 tháng 3 năm 2001 là 19658 người.